# Линн, Виктор
Ви́ктор Ста́нге Линн (дат. Victor Stange Lind; родился 12 июня 2003) — датский футболист, нападающий клуба «Мидтьюлланн».

## Клубная карьера
Выступал за молодёжную команду клуба «Сённерйюск». В 2018 году перешёл в молодёжную команду «Мидтьюлланна». 28 июля 2021 года дебютировал в основном составе «Мидтьюлланна» в матче второго квалификационного раунда Лиги чемпионов против «Селтика». 6 августа 2021 года дебютировал в датской Суперлиге в матче против клуба «Вайле». 13 августа 2021 года забил свой первый гол за «Мидтьюлланн» в матче датской Суперлиги против «Сённерйюска».

## Карьера в сборной
Выступал за сборные Дании до 16, до 17, до 18 и до 19 лет.